# Бродович, Михаил Франкович
Михаил Франкович Бродович (8 августа 1957, Галич) — украинский дипломат. Чрезвычайный и полномочный Посол Украины. Почётный доктор Прикарпатского национального университета имени Василия Стефаника (с 2011).

## Биография
Родился 8 августа 1957 года в городе Галич на Ивано-Франковщине. В 1979 году окончил Ивано-Франковский государственный педагогический институт, иностранные языки, а в 1999 году — Львовский государственный университет имени И. Франко, юридический факультет. Владеет английским, немецким и польским языками.
- 1979—1980 — переводчик на строительстве металлургического комбината в городе Аджаокута (Нигерия).
- 1981—1984 — преподавательская работа в Ивано-Франковске.
- 1984—1987 — переводчик немецкого языка на авторемонтном заводе в городе Кёнигс-Вустерхаузен.
- 1987—1990 — преподавательская работа в Ивано-Франковске.
- 1990—1995 — торговый представитель датской фирмы «Flindt» в Украине, генеральный директор украинско-немецкого СП «Handels Grupe Impeks» (Ивано-Франковск).
- 1996—1998 — второй, первый секретарь, советник Консульского управления МИД Украины.
- 1998—2002 — консул Генерального консульства Украины в Стамбуле.
- 2002—2004 — советник, начальник отдела, заместитель начальника управления Департамента консульской службы МИД Украины.
- 2004—2005 — первый заместитель начальника Управления консульской службы МИД Украины.
- 2005—2010 — Генеральный консул Украины в Кракове[3].
- 2010—2015 — посол по особым поручениям МИД Украины, директор Протокольного департамента МИД Украины[4].
- 28 августа 2015 — 4 мая 2022 — Чрезвычайный и полномочный Посол Украины в Словении[5][6].

## Дипломатический ранг
- Чрезвычайный и полномочный Посланник первого класса.
- Чрезвычайный и полномочный Посол (2016)[7].